# 施性忠
施性忠（1938年7月31日—），號無法法師中華民國政治人物，曾任末任新竹市（縣轄市）及首任新竹市（省轄市）市長。施性忠出生於今彰化縣鹿港鎮，為早期新竹市黨外運動人物，也是新竹市黨外「施家班」領導人物。
由於施性忠為黨外出身，在任新竹市市長期間被認為因拒絕編列國民黨的隱藏預算，而被當局以「貪污」的罪名起訴，於1983年12月31日因涉案遭停職。後曾三度向時任臺灣省政府主席李登輝請辭以觸發補選，在1984年的補選中再度當選出任市長，得票數比上屆還多一萬票。翌年因被判入獄2年6個月遭解職。此後，在1989年縣市長選舉中，施家班與民進黨協調失敗而在選舉中大敗，施性忠自此淡出政壇。

## 早年生平
施性忠於1938年（昭和十三年）7月31日出生於彰化郡鹿港街（今彰化縣鹿港鎮），在家排行第六。在戰後由於老家鹿港遇到美軍轟炸滿目瘡痍，最後全家跟著大哥施鑑洲於1946年搬到新竹市定居。:81951年小學畢業後，施性忠進入新竹中學初中部，畢業後入高中部，高中時在一次週會上因批評學校伙食觸怒教官，在不願道歉下遭到退學。所幸施性忠受到當時校長辛志平看中而親筆寫下介紹信介紹至高雄中學，在轉學考中物理滿分，受到當時高雄中學校長王家驥網羅，轉入雄中。:9
高雄中學畢業後，施性忠參加大學考試，考上成功大學礦冶學系。然而在興趣不合下，僅讀了一年就休學。:91959年重考大學，考上台灣大學法律系。:9在大學期間，施性忠喜歡打網球及羽毛球，也曾改練拳擊。:10
1964年，施性忠自台灣大學畢業。:10畢業後到南投高中教書。1965年經媒人介紹，與鹿港鎮中醫之女莊姬美結婚。:111966年至輝瑞藥廠擔任藥品藥理說明之代理藥師，1967年至竹北國中任教物理、化學。在此期間施性忠發明了「軟管式頭皮靜脈注射針頭」、「玉米去皮化學方法」、「木屑之耐熱添加劑及壓成專法」，獲得多次科學展覽教師組第一名。:11-12

## 從事政治運動
1972年，施性忠投入立法委員選舉，最後獲一萬多票、第六名落選，但也結識了傅文政、曾肇昌、徐晉福等政治人物。:12之後施性忠投入工商界，為人整廠設計，曾成功以三聚氰胺樹脂配方製造出耐熱美耐板，銷售一時。:12-131978年，施性忠一度投入國大代表選戰，然後這場選舉最後因中華民國與美國斷交而停止。期間施性忠亦曾為國防部科學機構研究監製出「多效用全自動含浸乾燥捲成機」。:12
1982年，施性忠投入新竹市長選舉。當時國民黨提名鄭耀宗參選，而新竹市另一名黨外人士吳敬法亦登記參選。由於施性忠並非傳統黨外運動出身，此外在1977年省議員選舉中，施性忠與藍榮祥皆登記參選，結果最後施性忠在協調下退出，有搓圓仔湯的嫌疑。:45為獲得黨外票源支持，施性忠與黨外人士經過三次協調，最後吳敬法同意退出。然而新竹市黨外亦開出「城隍廟前宣誓」的條件，由張德銘、魏早炳、吳敬法、吳漢奇等人帶著施性忠至新竹城隍廟發誓堅守三大原則：堅持黨外立場、不做蘇南成第二（黨友）、不做劉榭燻第二（入黨）。:46-47。最後施性忠獲得新竹市黨外勢力支持，以53,862票擊敗國民黨的鄭耀宗，成為新竹市市長。同年7月1日新竹市升格為省轄市，施性忠成為首任省轄市長。

## 新竹市市長任內

### 拆除超級大違建
在新竹市市長任內，施性忠完成拖延多年新竹車站前廣場拓寬案，由於此地違章建築為省議員藍榮祥父親藍金土所有，藍金土雖有合法的建築執照，但未取得土地所有權。使廣場闊度應為四十公尺，但僅有三十八公尺。雖然中央與省政府一再命令拆除，但無人敢執行。致使歷經26年、七任市長仍未解決。:124施市長在多次溝通，又幾次拆除受阻後，1983年12月2日，施性忠親自領軍，坐在拆除大隊的怪手車上，浩浩蕩蕩的開到新竹火車站前，把藍榮祥的違建夷為平地。這一拆不僅「新竹市之虎－藍榮祥」變成凱蒂貓，施性忠也變成全國英雄。

### 砍掉中國國民黨部相關預算
任內施性忠因認為市政府預算應花費在有關市民利益事項上，而非政黨團體。因此大刀闊斧砍掉國民黨地方黨部民眾服務社的預算，從1984年後的預算不再編列任何國民黨部的津貼。:58而在黨外桃園縣長許信良遭國民黨把持的公懲會以曠假一天為由處分休職後，新竹市政府也出現各級國民黨籍公務員利用上班時間至國民黨部開會商討對付施性忠。對此施性忠則以國民黨休職許信良的方式以牙還牙，下令市公所各單位不准部屬在上班時間參加國民黨召集的會議，更不得假藉公假名義開會，經查覺後一律撤職查辦。:60但也引起國民黨動員黨機器反撲。

### 解職
1983年春節期間，新竹市攤販互助會代表因清潔隊清掃辛苦，而於2月向攤販彙收1萬5千元慰問金送至市府。施性忠曾對送慰勞金的代表表示不能代收金錢，願以私人身分代買慰勞品送清潔隊員。而第二天施性忠即遭電話警告這筆錢動不得。:109對此認為當局有意設局的施性忠還用信封裝這筆錢，並加註「這是炸彈」字樣用以教育市府同仁。:109。然而施性忠仍於1983年8月遭新竹地檢處為瀆職、侵占等罪對其提起公訴。
12月5日，台灣省政府以「言行乖張，處理公務曲解法令，而且有故意違背省令的情事，嚴重損害政府形象」為由，對施性忠處以記大過一次，成為台灣地方自治以來首位記大過的縣市首長。也被視為其「算總帳」:129外界亦有認為遭記過原因是因在站前廣場拓寬案中，施性忠不賣批示要市府暫緩拆除省主席李登輝的面子。:130-131
12月29日新竹地方法院依侵占、圖利判處施性忠有期徒刑１年５個月，省府隨即不待施性忠上訴就將予停職。:132-133

### 補選再任、再遭解職
對於遭到停職處分，施性忠也積極研究地方自治法令，欲造成縣市長出缺任期尚剩１年以上必須補選的條件。然而施性忠向省府遞辭呈，卻仍遭省主席李登輝的「善意」挽留。:135為此施性忠一度於1984年3月與妻子莊姬美離婚，以符合《臺灣省各縣市實施地方自治綱要》第51條規定「縣市議員、縣市長，鄉鎮縣轄市代表及村里長有左列情事之一者，其職務應予解除，應補選者，並依法補選。」中第六款「遷徙人口戶籍遷出各該行政區域六個月以上或『本籍人口除去本籍者』。但因服兵役戶籍遷出者，不在此限」的規定，使施性忠市長資格消失，造成市長從缺，省府必須依法補選。並入贅至太太戶籍地彰化縣以除去本籍。:135-136
最後李登輝主席批准施性忠辭職，於5月辦理補選登記。於6月23日投票。施性忠也再度與妻子「離婚」，辦理恢復本籍及本姓。:136為此施性忠更推出五哥施性融登記選舉，以防備國民黨當局在投票日前三審有罪定讞。:136-137最終共施性忠、國民黨的柯秀蓮、陳國棟及無黨籍陳鈨雄（由魏早炳、黃玄光支持）4位參加市長補選。
補選中，各報紛紛接到國民黨部指示，淡化新竹選情，封鎖施性忠消息。《中國時報》跟《聯合報》二大報只有竹苗地方版有所刊載，其他各地各版一律封殺。《臺灣時報》和《臺灣日報》兩份民營報紙，被視為明顯的有新聞價值取向上的偏差，大篇幅報導柯秀蓮、陳國棟、陳鈨雄，提到施性忠就是「恐嚇」、「威脅」、「不正經」、「玩法」等負面用語，二大報也是全力抗結施性忠的正面新聞，只是較有技巧。《民眾日報》報導較為詳實，但在新竹當地卻很難買到《民眾日報》；《自由日報》則比較少新聞判斷，但新聞不多。
投票前夕，《中國時報》跟《聯合報》二大報新竹市政記者以及臺時、臺日地方版都擺明支持國民黨的柯秀蓮。媒體提出施性忠的政見會雖然轟動，但以外地居多、施性忠一再搬出六法全書大玩法律會使知識份子和中產階級反感、黨部25,000到30,000的眷村鐵票柯秀蓮十拿九穩，柯秀蓮只要靠自己再拿20,000票，就能安全上壘。
1984年6月23日補選結果，施性忠以64,301票高票當選新竹市長，票數更多於其他三名候選人。7月2日就職，施性忠於馬路上舉行市長「再度還政於民」的宣誓就職典禮，吸引萬餘市民參觀。一度與堅持在市府三樓官方禮堂宣誓就職的省府人員衝突。最後施性忠在群眾圍攏下上樓接過市長印信，並不肯登上官方主席台。在宣誓時將誓詞中「報效國家」改成「報效新竹市民」，又在「不營私舞弊」前加了「不與不三不四的議員勾結」。經監誓人陳正雄糾正後，才回臺中央向國旗及國父遺像前宣誓。高舉勝利手勢對民眾發表誓詞，隨即立刻下樓。:145在樓下廣場「民間禮堂」發表「真宣誓」。:146
然而在1984年9月21日，最高法院大爆冷門將施性忠被控貪汙案判處「發回更審」。:1461985年7月4日，最高法院以貪汙判處施性忠有期徒刑２年６個月，褫奪公權２年定讞。:1577月5日上午，施性忠落髮穿上袈裟，自封「無法法師」，以和尚打扮上市政府辦公。:163並於7月8日一度失蹤，並對放發出風聲一定出現在7月10日市長交接典禮，引起檢察官通緝。最後警方於7月10日在市府大樓中逮捕欲出席交接典禮的施性忠，:171送到臺北監獄。:172

## 出獄

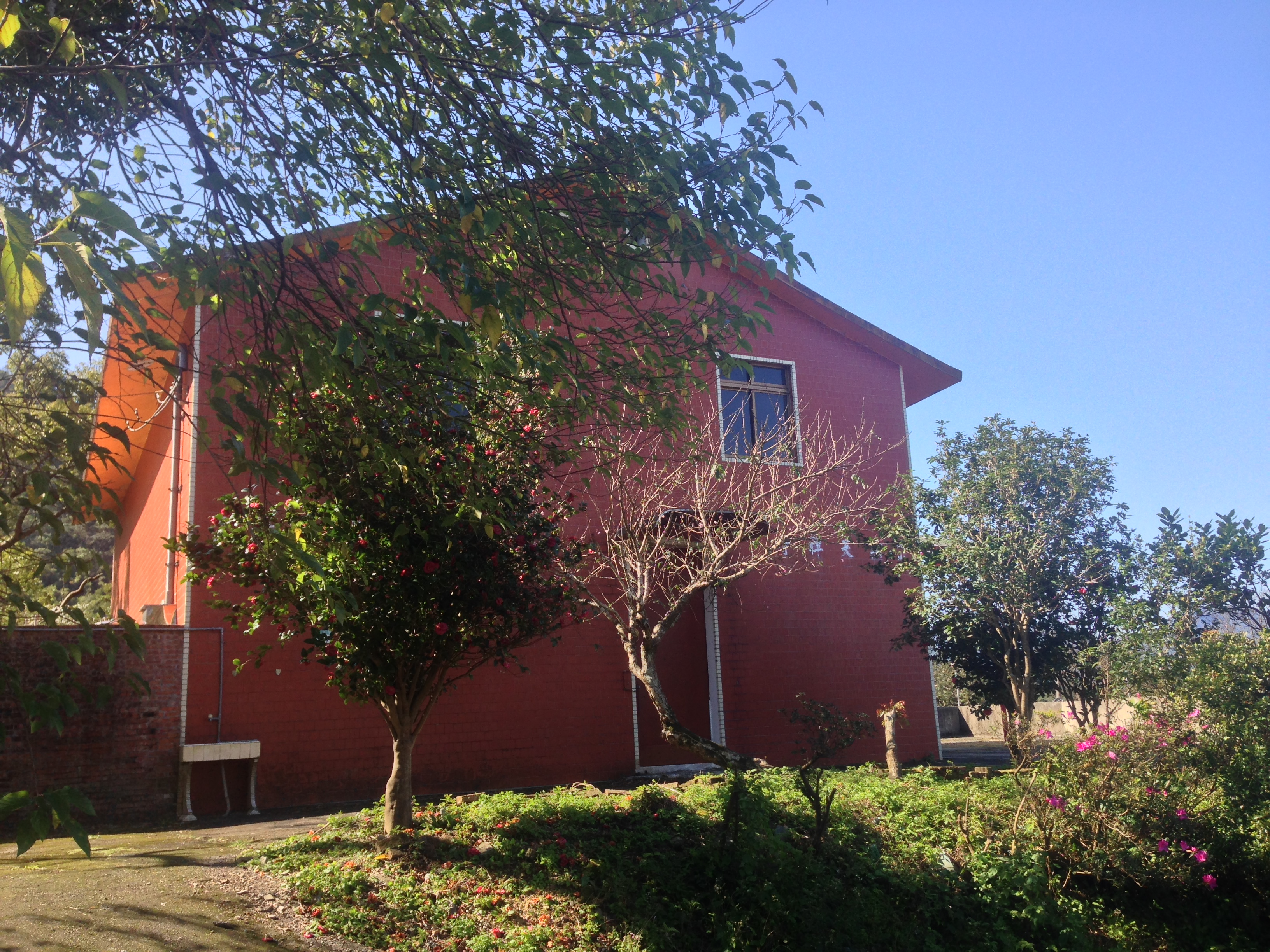
無天禪寺，施性忠曾在此寺暫居。

1987年，施性忠出獄。10月初，地方人士組成「歡迎施性忠受難榮歸後援會」，由黃信介擔任主委、王兆釧擔任總幹事。10月31日，於新竹市展開「歡迎施性忠受難榮歸大遊行」，肯定受難市長在三十萬市民心目中的地位。在二百餘輛小貨車組成的車隊伴同下，在新竹市內遊行。下午一時施性忠手持「降魔杖」，身穿黃色袈裟，在家屬及師弟吳大清、王兆釧陪同下登上宣傳車，遊行行列長達三公里，市議員吳秋穀並提供三部電子花車要給國民黨好看。原定四小時的遊行，延至傍晚六時返回北大路民進黨競選總部後方告一段落。:178-179
大遊行結束後，晚間七時在天公壇舉行「歡迎感謝演講會」，由楊祖君、王兆釧、朱勝號輪番主持，現場吸引觀眾擠得水洩不通，吳樂天表示已積極籌劃將施性忠傳奇編成劇本，靠它在吃二十年。十一時半，施性忠現身「說法」，透漏他對抗國民黨「無法鬥有法、無天鬥有天」的法術，宣佈他主持的「無天寺」將設一個「法務部」向國民黨「招魂」。:180

## 家族
- 施性忠入獄後，兄長施性融曾參選1985年新竹市長選舉，最後以48.49%得票率敗給任富勇的51.51%。
- 施性忠妻子莊姬美於1985年當選省議員，1989年由於施性忠不滿民主進步黨提名兄嫂魏秀珍參選新竹市選區省議員、兄長施性融參選新竹市市長，而未提名其妻莊姬美參選，轉而支持莊自行參選新竹市市長。造成「施家班」嚴重內訌，導致黨外勢力票源分散，「施家班」與民進黨也因此在此次大選中大敗。
- 施性忠兒子施乃元曾於2005年競選第七屆新竹市議員，以「不花錢」、「無競選總部」宣傳[9]最後僅獲202票、0.38%得票率未當選。
- 施性忠姪女（八弟施性平之女）施乃如，於2014年選舉中以民主進步黨身分當選新竹市第九屆議員，並於2018年以選區最高票順利連任。

## 其他
- 前竹中校長辛志平的獨子辛三立曾回憶，施性忠當選市長的第二天立刻到辛家拜訪，見面第一句話就說：「我有今天要感謝校長，如果不是校長的公正，我永遠當不上新竹市長。」辛志平過世後，施性忠還親筆以紅布手書「校長不死」的輓聯。[10]
- 施性忠從判決確定，不到二十小時即被臺灣省政府解職。省府效率之高引起省議員蔡介雄在質詢吳堯峰時曾諷刺：「關於民政廳，我認為他們辦事效率在全省各機構而言，可說是第一，假如我們舉國上下都能如民政廳的高效率辦事，我相信大陸也不會淪陷而轉進到此。」蔡介雄質詢時更指出「施性忠所犯案子並不大，可說極平常，但民政廳對他特別厚愛，下午三點多判決而隔日即予停職，就本席擔任過幾十年民代從未見過，尤其執政黨員在任內所發生的重大案件卻都沒有如此快，但惟對施性忠特別照顧，因此講不過去。而且，就過去法院判決從沒有如此，何況判決之後要收到判決書，有的根本要經過一、二個月，所以本席對這一點甚為不諒解，尤其對民政廳的作法我認為確實不妥，而且有黨派分別。」[11]

## 相關書籍
- 諸葛真人，《無法法師－施性忠的政治傳奇》，臺中：政海書系編輯委員會編輯，1985年7月出版。

| 政府职务              | 政府职务                                          | 政府职务                           |
| --------------------- | ------------------------------------------------- | ---------------------------------- |
| 新竹市公所            |                                                   |                                    |
| 前任： 林樹華         | 新竹市市長 第九屆 1982年3月1日－1982年7月1日      | 升格為省轄市                       |
| 新竹市政府            |                                                   |                                    |
| 首任                  | 新竹市市長 第一屆 1982年7月1日－1983年12月31日    | 繼任： 張賢東（代理）              |
| 前任： 陳丕勣（代理） | 新竹市市長 第一屆補選 1984年7月2日－1985年7月10日 | 繼任： 陳正雄（代理） 正任：任富勇 |